# Ital Gelzer
Karl Ital Gelzer (* 23. Januar 1914 in Frankfurt/Main; † 25. Juni 1941 bei Lemberg) war ein deutscher Altphilologe.

## Leben und Wirken
Ital Gelzer wurde als Sohn des Altphilologen Matthias Gelzer geboren; seine Mutter Marianne Gelzer, geborene Wackernagel, starb 1928 an Krebs. Er studierte u. a. bei Wolfgang Schadewaldt an der Universität Leipzig und wurde 1936 dort mit seiner Dissertationsschrift Die Schrift vom Staate der Athener promoviert.
Nach seiner Promotion diente er zwei Jahre bei der Wehrmacht. Ab 1938 arbeitete er bis zu seiner Einberufung zusammen mit Karl Holl (dem Sohn des gleichnamigen Kirchenhistorikers) und Hans-Georg Opitz an der Athanasius-Ausgabe der Preußischen Akademie der Wissenschaften.
Gelzer galt als begeisterter, vom soldatischen Ethos Ernst Jüngers beeinflusster Soldat und meldete sich als Schweizer Staatsbürger freiwillig zum Kriegsdienst in der deutschen Wehrmacht. Zum 4. Dezember 1939 wurde er zum Ersatzbataillon 230 (MGK) einberufen. Bis zu seinem Einsatz hat er in der Wehrmacht im Dienstrang des Leutnants über 500 Soldatem ausgebildet. Wenige Tage nach dem Einmarsch Deutschlands in die Sowjetunion ist Gelzer als Führer eines Reiterzuges bei Belz, nördlich von Lemberg, gefallen.

## Veröffentlichungen
- Die Schrift vom Staate der Athener, Weidmann, Berlin 1937.
- „Die Orthographie des Grusses Ο ΘΕΟΣ ΣΕ ΔΙΑΦΥΛΑΞΑΙ“, in: Hermes 74(2), 1939.